# خط عرض 15° جنوب
خط عرض 15° جنوب هي إحدى دوائر العرض الجغرافية، وهي دوائر وهمية تحيط بالكرة الأرضية، وموازية لخط الاستواء، وتتميز هذه الدائرة بأن الأراضي الواقعة عليها تنتمي للمنطقة المدارية الحارة.

## حول العالم
خط عرض 15° جنوب يبدأ من خط الزوال الأولي ويتجه شرقا ويمر عبر:
| الإحداثيات                           | البلد أو الإقليم أو البحر | ملاحظات |
| ------------------------------------ | ------------------------- | --- |
| 15°0′S 0°0′E / 15.000°S 0.000°E      | المحيط الأطلسي            | |
| 15°0′S 12°9′E / 15.000°S 12.150°E    | أنغولا                    | |
| 15°0′S 22°0′E / 15.000°S 22.000°E    | زامبيا                    | |
| 15°0′S 30°13′E / 15.000°S 30.217°E   | موزمبيق                   | |
| 15°0′S 34°37′E / 15.000°S 34.617°E   | مالاوي                    | |
| 15°0′S 35°52′E / 15.000°S 35.867°E   | موزمبيق                   | |
| 15°0′S 40°39′E / 15.000°S 40.650°E   | المحيط الهندي             | قناة موزمبيق - مرورا بشمال the جزيرة موزامبيق                                                                                  |
| 15°0′S 47°13′E / 15.000°S 47.217°E   | مدغشقر                    | |
| 15°0′S 50°20′E / 15.000°S 50.333°E   | المحيط الهندي             | |
| 15°0′S 124°54′E / 15.000°S 124.900°E | أستراليا                  | أستراليا الغربية - مرورا عبر the Coronation Islands، Prince Frederick Harbour وخليج كامبريدج (أستراليا) إقليم شمالي (أستراليا) |
| 15°0′S 135°31′E / 15.000°S 135.517°E | خليج كاربنتاريا           | |
| 15°0′S 141°40′E / 15.000°S 141.667°E | أستراليا                  | كوينزلاند |
| 15°0′S 145°20′E / 15.000°S 145.333°E | بحر المرجان               | |
| 15°0′S 166°35′E / 15.000°S 166.583°E | فانواتو                   | جزيرة إسبيريتو سانتو - مرورا عبر Big Bay                                                                                       |
| 15°0′S 167°3′E / 15.000°S 167.050°E  | بحر المرجان               | |
| 15°0′S 168°6′E / 15.000°S 168.100°E  | فانواتو                   | جزيرة Maewo |
| 15°0′S 168°8′E / 15.000°S 168.133°E  | المحيط الهادئ             | مرورا بجنوب Mataiva atoll, تاهيتي                                                                                              |
| 15°0′S 148°17′W / 15.000°S 148.283°W | تاهيتي                    | مرورا عبر Tikehau وRangiroa atolls                                                                                             |
| 15°0′S 147°35′W / 15.000°S 147.583°W | المحيط الهادئ             | مرورا بشمال Arutua atoll, تاهيتي · مرورا بجنوب the جزيرة Tikei, تاهيتي · مرورا بجنوب Puka-Puka atoll, تاهيتي                   |
| 15°0′S 75°28′W / 15.000°S 75.467°W   | بيرو                      | |
| 15°0′S 69°21′W / 15.000°S 69.350°W   | بوليفيا                   | |
| 15°0′S 60°24′W / 15.000°S 60.400°W   | البرازيل                  | ماتو غروسو غوياس - لحوالي 12 km Mato Grosso - لحوالي 8 km Goiás ميناس جرايس باهيا Minas Gerais Bahia                           |
| 15°0′S 39°0′W / 15.000°S 39.000°W    | المحيط الأطلسي            | |